# Kevin Mina
Kevin Mina (* 6. Januar 1998) ist ein kolumbianischer Hürdenläufer, der sich auf die 400-Meter-Distanz spezialisiert hat.

## Sportliche Laufbahn
Erste internationale Erfahrungen sammelte Kevin Mina im Jahr 2018, als er bei den U23-Südamerikameisterschaften in Cuenca in 52,34 s den vierten Platz im 400-Meter-Hürdenlauf belegte und mit der kolumbianischen 4-mal-400-Meter-Staffel in 3:09,77 min die Goldmedaille gewann. Im Jahr darauf klassierte er sich bei den Südamerikameisterschaften in Lima mit 52,97 s auf dem siebten Platz und siegte in 3:04,04 min gemeinsam mit Jhon Solís, Diego Palomeque und Anthony Zambrano in der 4-mal-400-Meter-Staffel. 2021 gewann er dann in 51,39 s die Silbermedaille im Hürdenlauf hinter dem Brasilianer Mahau Suguimati und auch mit der Staffel gewann er in 3:08,15 min gemeinsam mit Raúl Mena, Nicolás Salinas und Fanor Escobar die Silbermedaille hinter Brasilien. Im Jahr darauf belegte er bei den Juegos Bolivarianos in Valledupar in 51,16 s den vierten Platz im Hürdenlauf und wurde auch bei den Südamerikaspielen in Asunción in 51,44 s Vierter. Zudem gewann er dort mit der Staffel in 3:09,40 min gemeinsam mit Nicolás Salinas, Neiker Abello und Raúl Mena die Bronzemedaille hinter den Teams aus Venezuela und Brasilien.
2022 wurde Mina kolumbianischer Meister im 400-Meter-Hürdenlauf sowie in der 4-mal-400-Meter-Staffel.

## Persönliche Bestleistungen
- 400 Meter: 47,12 s, 20. März 2021 in Bogotá
- 400 m Hürden: 50,92 s, 7. April 2019 in Medellín